# Training Day (soundtrack)
Training Day: The Soundtrack er et soundtrack krimidramafilmen, Training Day fra 2001. Det blev udgivet den 11. september 2001, via Priority Records og indeholdt mest hiphop musik. Albummet klarede sig godt på Billboard charts, ved at nå op på nummer 35 på Billboard 200, nummer 19 på Top R&B/Hip-Hop Albums-listen og nummer 3 på Top Soundtracks-listen, og havde to hitsingler, "#1" af Nelly og "Put It on Me" af Dr. Dre, DJ Quik og Mimi.

## Track liste
1. "Keep Your Eyes Open" – :06
2. "W.O.L.V.E.S." – 3:57 (Krumbsnatcha & M.O.P.)
3. "Bounce, Rock, Golden State" – 4:05 (Xzibit, Ras Kass & Saafir)
4. "Put It on Me" – 5:04 (Dr. Dre, DJ Quik & Mimi)
5. "#1" – 4:23 (Nelly)
6. "Fuck You" – 3:54 (Pharoahe Monch)
7. "Watch the Police" – 2:49 (C-Murder & Trick Daddy)
8. "Dirty Ryders" – 4:20 (The Lox)
9. "Crooked Cop" – 3:57 (Napalm)
10. "American Dream" – 5:21 (Sean Combs, Mark Curry, Black Rob & David Bowie)
11. "Greed" – 3:24 (Cypress Hill & Kokane)
12. "Guns N' Roses" – 3:38 (Clipse & The Neptunes)
13. "Tha Squeeze" – 3:28 (Gang Starr)
14. "Let Us Go" – 4:38 (King Jacob & Professor)
15. "Training Day (In My Hood)" – 4:21 (Roscoe)
16. "Protect Your Head" – 4:18 (Soldier B)
17. "Wolf or Sheep" – 3:41 (Mark Mancina)